# Xã Planters, Quận Chicot, Arkansas
Xã Planters (tiếng Anh: Planters Township) là một xã thuộc quận Chicot, tiểu bang Arkansas, Hoa Kỳ. Năm 2010, dân số của xã này là 3.481 người.